# Semachrysa decorata
Semachrysa decorata är en insektsart som först beskrevs av Peter Esben-Petersen 1913.  
Semachrysa decorata ingår i släktet Semachrysa och familjen guldögonsländor. Inga underarter finns listade i Catalogue of Life.